# Revenge Is a Dish Best Served Three Times
«Revenge is a Dish Best Served Three Times» (с англ. — «Месть — это блюдо, которое лучше подавать трижды») — одиннадцатая серия восемнадцатого сезона мультсериала «Симпсоны».

## Сюжет
Симпсоны совершают семейную поездку под звуки своего нового радио. Богатый Техасец грубо обгоняет машину Симпсонов, и Гомер хочет отомстить ему за это. Члены семьи рассказывают ему три истории, чтобы удержать от мести.

### «Граф Монте-Жирсто» («The Count of Monte Fatso»)
Первую историю рассказывает Мардж. Это пародия на «Графа Монте-Кристо». Во Франции XIX века живёт счастливая семья с двумя детьми (Мардж, Гомер, Барт и Лиза). Они богаты и счастливы, но в Мардж влюблен Мо, единственная собственность которого — дверь. Желая из зависти избавиться от Гомера, Мо обвиняет его в государственной измене, и с помощью улики — фальшивого письма, сажает Гомера в тюрьму замка Иф пожизненно. Мардж и Мо тем временем женятся и Гомер клянётся отомстить. Его сокамерник — мистер Бёрнс — помогает ему бежать и указывает путь к сокровищу. В результате Гомер возвращается домой через 5 лет после обвинения. Скрывая себя под вымышленным именем и маской, он приглашает горожан на званый обед и убивает своего соперника. Но его семья уже успела полюбить Мо, а у Мардж родились во втором браке тройняшки, и Гомер в её доме лишний.
Пока Мардж рассказывает, Гомер слушает радиостанцию «Ямайские ритмы» и пропускает эту историю.

### «Месть ботаников» («Revenge of the Geeks»)
Лиза рассказывает историю о том, как отличники объединились и создали оружие для борьбы с хулиганами — перчатку «Сдачедаватель». Надеть её вызвался Милхаус Ван Хутен, но после выполнения основной задачи он начал мстить и своим друзьям за различные мелочи. Лиза в очередной раз отвергает его любовь и он собирается применить перчатку против неё, но понимает, что не может причинить ей боль, и бросает оружие. Его поднимает Нельсон Манц и издевается над Милхаусом, за месть хулиганам и за забывчивость (Милхаус забыл именно Нельсона).
Гомеру очень нравится конец этой истории, но её мораль он понимает по-своему.

### «Бартмэн: Начало» («Bartman Begins»)
Это пародия на фильм Бэтмен: Начало. Мардж, Гомер и Барт в роли богатой семьи возвращаются домой из оперы. На них нападает бандит Змей, грабит и убивает родителей Барта. Мальчик клянётся отомстить. Ему на помощь приходит дедушка Эйб, который в молодости был супергероем по кличке «Малиновый какаду». После долгих тренировок Барт становится супергероем Бартмэном и отправляется на борьбу со злодеями. В конце концов он находит Змея и мстит.
Тем временем Гомер и Богатый Техасец забывают о прежних обидах: они, помирившись, лежат на капоте машины и смотрят в небо.

## Отзывы
В своей рецензии на сайте IGN Дэн Айверсон оценил эпизод на 7,7 балла из 10, отметив, что все три истории были занимательными, но недостаточно смешными и остроумными.